# Bosilovo
Bosilovo (Macedonisch: Општина Босилово, Opština Bosilovo) is een gemeente in Noord-Macedonië.
Bosilovo telt 14.260 inwoners (2002). De oppervlakte bedraagt 161,99 km², de bevolkingsdichtheid is 88 inwoners per km².